# 하디스

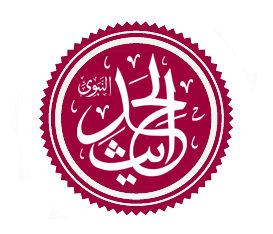

하디스(아랍어: حديث نبوي)는 무함마드가 말하고(Qaul), 행동하고(Fi'ul), 다른 사람의 행위를 묵인한(Taqreer) 내용을 기록한 책이다. 하디스는 꾸란(코란), 이즈마, 끼야스와 함께 샤리아(이슬람법)의 4대 원천을 이루며 그 중 꾸란 다음으로 가장 중요한 자료이다. 무슬림은 알라의 말씀인 꾸란과 더불어 하디스에 기록된 무함마드의 언행(순나)에 따라 행동함을 삶의 기반으로 한다. 하디스를 수집한 유명한 이슬람 학자로는 이맘 부카리, 이맘 무슬림 등이 있다. 기독교의 Q문서처럼 종교의 시조의 말을 담은 종교적인 어록인 것이다.

## 배경
이슬람교 최초 백년간의 사업상 특색은 무함마드의 언행에 관한 세부적이고 구체적인 사항을 수집, 전달하는 활동이었다. 이 사업은 자발적인 것으로 정치적 중심지가 아니라 학문의 중심지였던 메디나에서 발전하였다. 당연히 그 지역은 무함마드와 접촉을 가졌던 많은 '교우'들이 모여살던 곳이어서 제1차적인 자료를 얻기에는 매우 적당한 곳이었다. 이슬람 이전의 아랍족 사회에서는 '순나(전통)'가 규범적 가치를 지녀서 각 종족은 그들 조상의 순나를 자랑스럽게 생각하였다. 이 관념으로부터 초기 이슬람에서는 교단 전체의 순나를 종교와 사회규범으로 삼게 되었다. 그러나 아랍족의 정복사업에 따라서 아랍족이 주둔하게 된 새로운 정복지마다 순나가 각기 다른 방향으로 발전하게 되었고, 하디스 학자들은 순나를 무함마드가 설정한 관례에 한정할 것을 주장하고 이 견해가 최종적으로 확정되었다.

## 역사
본래 문자로 쓰여진 것은 계시에 한정되었기 때문에 처음에 하디스는 구전(口傳)으로 전승된 것이었다. 그러나 뒤 이어 율법과 교리를 무함마드의 언행에 연관시키기 위하여 많은 하디스가 유포되었고 각 분파와 정치적 당파는 자기 파에 유리하도록 하디스를 만들어내게 되었다. 이와 같이 하여 교리상·율법상 후세의 시대적 필요에 따라서 하디스의 공급이 성행하게 되었다. 거기서는 유대교·그리스도교에 기원을 둔 훈화, 그리스 철학에서 유래된 잠언(箴言)까지도 무함마드가 말한 것처럼 꾸며지게 되었다. 이에 대하여 순수한 하디스를 엄선하는 방법을 하디스 학자들이 만들어냈다. 그것은 전달자의 세대적 연속을 음미해 보는 방법으로서, 이스나드(isnad)라고 한다. 이 하디스 비판의 방법은 이슬람력 2, 3세기에 형성된 것이다. 이것은 샤리아(율법) 형성기에 해당되며, 율법의 필요에 의하여 하디스가 규범으로서 요청되었던 것이다. 이와 같이 하디스의 집대성은 법학의 요청에 의하여 이루어진 것인데 이슬람력 3세기 초엽(서기 9세기초)에는 법학으로부터 독립된 하나의 학문체계로 발전하게 되었다. 그러나 또 다시 3세기 중엽(서기 9세기 중엽)에는 법학과 교차하여 이에 비판적 집대성이 확립되고 '사히하(확실한 것)'라고 일컬어지게 되었다. 이것이 하디스의 정전(正典)으로서 권위를 인정받았는데, 편집 형식은 법학자와 신학자를 위하여 신앙과 실천 등 모든 사항에 걸쳐 즉석에서 참조할 수 있도록 배열되어 있다. 그 뒤에도 계속하여 하디스의 편찬사업이 발전하여 동 시대의 여러 가지 문제 해결에 권위를 주기 위하여 새로운 하디스가 편찬되었다.

## 같이 보기
- 쿠틉 알시타
- 성전 (신학)
- 샤리아

## 참고 문헌
- 이 문서에는 다음커뮤니케이션(현 카카오)에서 GFDL 또는 CC-SA 라이선스로 배포한 글로벌 세계대백과사전의 내용을 기초로 작성된 글이 포함되어 있습니다.